# Vicent Olcina i Sempere
Vicent Olcina i Sempere (Gorga, el Comtat, 29 de novembre de 1731 - Roma, 20 d'octubre de 1809) fou un jesuïta, escriptor i fabulista valencià.

## Biografia
Va ser el tercer dels quatre fills de Vicent Olcina Brotons, membre del Sant Ofici, i de la seva muller Antònia Gertrudis Sempere Sellés. Es formà al Seminari de Sant Pau de València, dirigit pels jesuïtes. El 1747 ingressà al noviciat de la Companyia de Jesús a Tarragona. Va ser ordenat sacerdot a València el 1758. L'any següent, en completar els estudis teològics, va ser destinat com a professor de retòrica a Tortosa, i en els anys successius a Ontinyent i a Sogorb, i finalment ensenyà teologia al col·legi de la Companyia a Alacant, on va professar l'orde el 1767, dos mesos abans de l'expulsió dels jesuïtes decretada per Carles III. El 29 d'abril d'aquest any s'embarcà a Tarragona, amb altres més de cinc-cents, cap a l'exili d'Itàlia. Allà van ser internats a la ciutat de Ferrara, i a partir del 1773, dissolta la Companyia pel papa Climent XIV, no hi ha notícia de les ocupacions que li permeteren subsistir els vint-i-cinc anys següents en aquesta ciutat abans de tornar a València quan Carles IV, el 1798, autoritzà el retorn dels jesuïtes expulsats. Ací el va sorprendre el segon decret d'expulsió el 1801, i s'hagué de traslladar a Roma, on va morir vuit anys després, a l'edat de 77.

## Obres
Com a fabulista, fou contemporani de Samaniego i d'Iriarte, introductors d'aquest gènere en castellà, dels quals no és probable que tingués coneixença, i fou el primer a cultivar-lo en català, prop d'un segle abans que Masriera, Dòria i altres, per bé que, entre les cent nou composicions que conté Documentos morales, només inclou cinc faules en aquesta llengua. De la major part de la resta de les seves obres, entre les quals una extensa crònica de l'expulsió dels jesuïtes i de les seves penalitats subsegüents a Itàlia, en quatre parts, i la biografia del seu germà Lluís, que havia estat missioner al Paraguai, se’n conservaven els manuscrits a l'arxiu de Sarrià, d'on van desaparèixer arran del saqueig del 1936, i només en queda còpia de breus fragments citats per altres autors.

### Obra conservada
- Documentos morales contenidos en varias fábulas, cuentos, símiles, casos, o exemplos, sacados de varios autores y en tres parábolas del Evangelio. València, Impremta de Salvador Faulí, 1800.
- Compendio de la vida del P. Thomas Serrano, de la Compañía de Jesús de la Provincia de Aragón.

### Manuscrits perduts
- Rhetoricae Artis Elementa ex Aristotelis, Ciceronis et Quintiliani operibus deprompta a P. Vincentio Olcina, Soc. Jesu. (1761).
- Festiva relación de los trágicos sucesos acaecidos a los Jesuitas de la Província de Aragón desde el día de su arresto hasta el día de su establecimiento en la ciudad de Ferrara.
- Festiva pero verdadera relación de los trágicos sucesos acaecidos a los jesuitas de la Provincia de Aragón desde el día de su establecimiento en Ferrara hasta el de la muerte del Papa Ganganeli.
- Festiva pero verídica relación de los trágicos sucesos acaecidos a los jesuitas de la Provincia de Aragón desde la muerte del Papa Ganganeli hasta el año sexto del Pontificado del felizmente reynante Pontífice Pío sexto.
- Varios y curiosos sucesos concernientes a la presente persecución de la Compañía de Jesús, a los jesuitas españoles desterrados en Italia y a otros puntos de la Historia Eclesiástica del séptimo y octavo año del Pontificado de Pío VI.
- Miscelánea sobre la expulsión y abolición de la Compañía, precedida de un índice alfabético de cosas y otro de capítulos.
- Selectas profecías, visiones y casos concernientes a la presente persecución de la Compañía de Jesús, y al arresto y destierro de los jesuitas portugueses y españoles.
- Vida del P. Luis Olcina, de la Compañía de Jesús, misionero que fue del Paraguay.
- Histórico y vitalicio aprendiz a la vida del P. Luis Olcina, de la Compañía de Jesús. Dividido en cuatro conversaciones.